# Карло М. Чіполла
Карло М. Чіполла (італ. Carlo M. Cipolla, 15 серпня 1922 — 5 вересня 2000) — італійський історик економіки, член Американської академії мистецтв і наук та Американського філософського товариства .

## Біографія
Будучи юнаком, Чіполла хотів викладати історію та філософію в італійській середній школі, і тому вступив на факультет політології в Університет Павії . Під час навчання там, завдяки професору Франко Борланді, спеціалісту з середньовічної економічної історії, він виявив свою пристрасть до економічної історії. Закінчив Павію в 1944 році. Згодом навчався в Паризькому університеті та Лондонській школі економіки.
Чіполла отримав свою першу посаду викладача економічної історії в Катанії у віці 27 років. Це мала бути перша зупинка в довгій академічній кар'єрі в Італії (Венеція, Турин, Павія, Scuola Normale Superiore di Pisa та Fiesole) та за кордоном. У 1953 році Чіполла виїхав до Сполучених Штатів як стипендіат програми Фулбрайта, а в 1957 році став запрошеним професором Каліфорнійського університету в Берклі. Через два роки він отримав звання повного професора.

## Нариси
Чіполла написав два нетехнічних, популярних есе, які поширювалися англійською мовою серед друзів у 1973 та 1976 роках, а потім були опубліковані в 1988 році, спочатку італійською мовою, під назвою Allegro, ma non troppo («Вперед, але не надто швидко» або « Щасливий, але не дуже», з музичної фрази, що означає «Швидко, але не дуже швидко»). 
У першому есе «Роль спецій (і особливо чорного перцю) у середньовічному економічному розвитку» («Il ruolo delle spezie (e del pepe nero in particolare) nello sviluppo economico del Medioevo», 1973) простежуються цікаві кореляції між імпортом прянощів і розширенням населення в пізньому середньовіччі, постулюючи причинно-наслідковий зв'язок через передбачувану афродизіачну дію чорного перцю. 

### «Основні закони людської дурості» (1976)
Друге есе, «Основні закони людської дурості» («Le leggi fondamentali della stupidità umana», 1976), досліджує суперечливу тему дурості . Дурних людей розглядають як групу, набагато могутнішу, ніж великі організації, такі як мафія та промисловий комплекс, яка без правил, лідерів чи маніфесту, тим не менш, вдається працювати з великим ефектом і з неймовірною координацією. 

Графік із перевагами та втратами, які людина завдає собі та іншим.

1. Завжди і неминуче всі недооцінюють кількість дурних людей, які перебувають у обігу.
2. Ймовірність того, що певна людина виявиться дурною, не залежить від будь-якої іншої характеристики цієї людини.
3. Дурна людина — це людина, яка завдає збитків іншій особі або групі осіб, а сама не отримує вигоди, а навіть, можливо, зазнає збитків.
4. Недурні люди завжди недооцінюють руйнівну силу дурних людей. Зокрема, недурні люди постійно забувають, що завжди, у будь-якому місці та за будь-яких обставин мати справу та/або спілкуватися з дурними людьми завжди виявляється дорогою помилкою.
5. Дурна людина — це найнебезпечніша людина.

Висновок: дурна людина небезпечніша за грабіжника.
Як видно з третього закону, Чіполла визначає два фактори, які слід враховувати при дослідженні людської поведінки :
- Вигоди та збитки, які людина завдає собі.
- Вигоди та збитки, які індивід завдає іншим.

Створивши графік із першим множником на осі х і другим на осі у, ми отримаємо чотири групи людей з додатковою категорією (неефективні люди), яка існує окремо або складається з членів кожної з них. попередня категорія, положення якої щодо обох осей найменше крайнє:
| Безпорадні люди роблять внесок у суспільство, але користуються ним (і особливо його «бандитським» сектором); зауважте, однак, що крайні альтруїсти та пацифісти можуть добровільно та свідомо (а не безпорадно) прийняти місце в цій категорії з моральних чи етичних причин | Розумні люди вносять свій внесок у суспільство та використовують свої внески для отримання взаємних вигод |
| Дурні люди чиї зусилля є контрпродуктивними як для них, так і для інтересів інших | Бандити переслідують власні інтереси, навіть якщо це завдає чистої шкоди добробуту суспільства            |

Чіполла далі уточнює своє визначення «бандитів» і «наївних людей», зауважуючи, що члени цих груп можуть або збільшити, або погіршити загальний добробут, залежно від відносних здобутків (або втрат), які вони завдають собі та суспільству. Бандит може збагачуватися більше чи менше, ніж збіднює суспільство, а наївна людина може збагачувати суспільство більше чи менше, ніж збіднює та/або дозволяє себе збідніти.
Графічно ця ідея представлена лінією з нахилом -1, яка ділить другий і четвертий квадранти навпіл і перетинає вісь y у початку координат. Наївні люди ліворуч від цієї лінії, таким чином, є «напівдурними», тому що їхня поведінка створює/дозволяє чисту втрату суспільного добробуту; деякі бандити також можуть відповідати цьому опису, хоча багато бандитів, таких як соціопати, психопати та непатологічні «придурки» та аморалісти, можуть діяти з повним усвідомленням чистих негативних наслідків для суспільства, з яким вони не ототожнюють себе та не хвилюються.

## Книги
Список книг Cipolla включає:
- Studi di Storia della Moneta (1948)
- Mouvements monétaires dans l'Etat de Milan (1951)
- Гроші, ціни та цивілізація (1956)
- Пригода ліри (1958)
- Storia dell'economia italiana: Saggi di storia economica (1959)
- Економічна історія народонаселення світу (1962)
- Гармати, вітрила та імперії: технологічні інновації та ранні фази європейської експансії, 1400—1700 (1965)
- Годинники та культура, 1300—1700 (1967), перевиданий у 2003 році, зі вступом Ентоні Графтона
- Грамотність і розвиток на Заході (1969)
- Економічний занепад імперій (1970)
- Європейська культура та закордонна експансія (1970)
- Економічна історія Європи (1973)
- Faith, Reason, and the Plague in Seventeenth-Century Tuscany (1977)
- Технологія людини: візуальна історія (1980)
- Боротьба з чумою в Італії сімнадцятого століття (1981)
- Монетарна політика Флоренції чотирнадцятого століття (1982)
- Allegro ma non troppo (1988)
- Між двома культурами: Вступ до економічної історії (1992)
- Before the Industrial Revolution: European Society and Economy, 1000 — 1700 (До промислової революції: Європейське суспільство та економіка, 1000 —1700), 1994